# Phaedyma columella
Phaedyma columella är en fjärilsart som beskrevs av Pieter Cramer 1782. Phaedyma columella ingår i släktet Phaedyma och familjen praktfjärilar. Inga underarter finns listade i Catalogue of Life.

## Bildgalleri

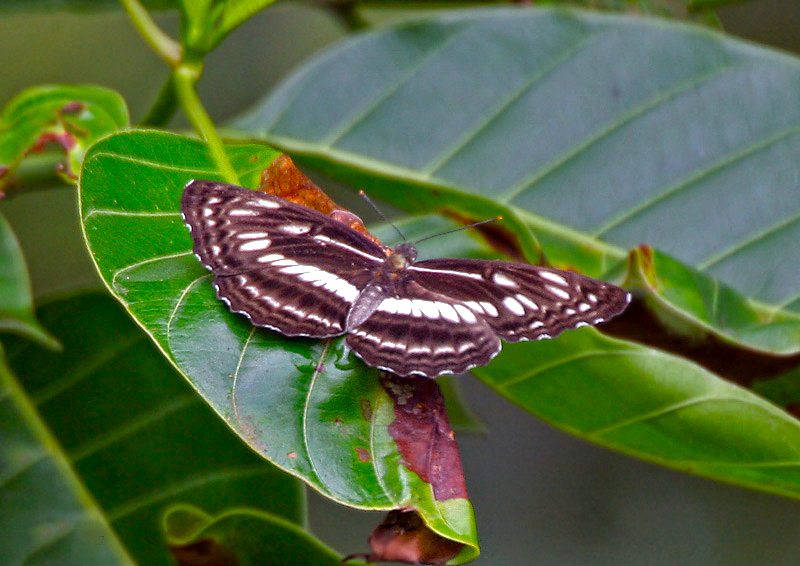
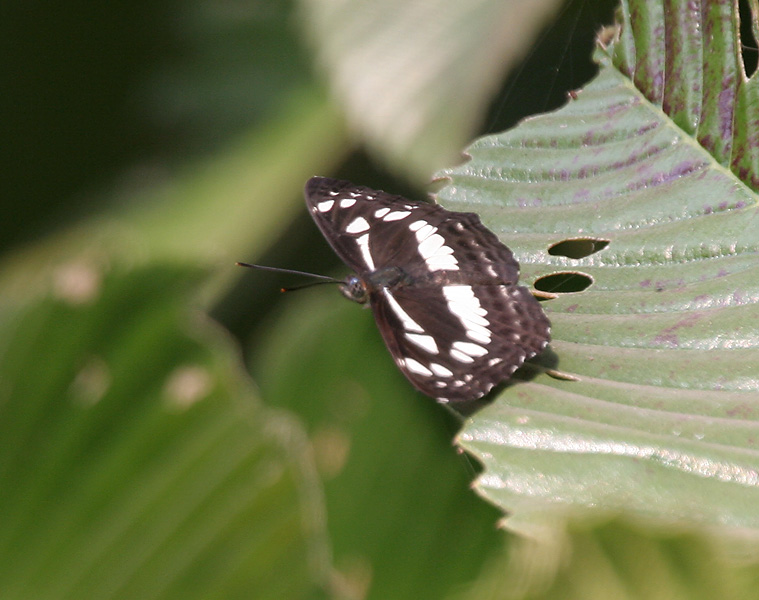
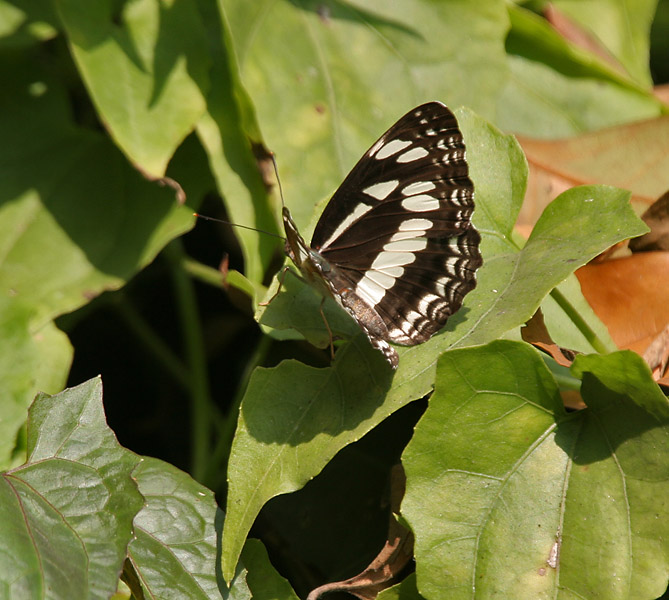